# Pierre Bayle
Pierre Bayle, född den 18 november 1647 i Carla-le-Comte, död den 28 december 1706 i Rotterdam, var en fransk upplysningsfilosof och författare.
Bayle avskedades 1693 som universitetslärare i Rotterdam på grund av sina frisinnade idéer. Bayle var en av dem som röjde väg för upplysningen och tolerans. Han skrev Historiskt och kritiskt lexikon (Dictionnaire historique et critique), publicerat 1697, där han kritiserade både samhälle och religion. Hans utformning av lexikonet blev en föregångare för senare filosofiska uppslagsverk.
Asteroiden 11946 Bayle är uppkallad efter honom.